# 櫻池站
櫻池站（日语：／ Sakuragaike eki */?）是位於静岡縣小笠郡濱岡町（現時：御前崎市），靜岡鐵道駿遠線的鐵路車站（廢站）。
此站是一座無人車站，較少乘客使用此站，車站比較冷清。
車站名稱取自櫻池。在秋季的彼岸，該處會舉行名為的祭典，當時車站會十分熱鬧。駿遠線會開設臨時列車，而此站也會臨時設置剪票口。

## 歷史
- 1948年（昭和23年）9月6日 - 靜岡鐵道駿遠線地頭方站至池新田站（後來名為濱岡町站）之間開通，此站啟用[1]。
- 1964年（昭和39年）9月27日 - 堀野新田站至新三俁站之間被廢除，此站也被廢除[1]。

## 現狀
車站遺址是在國道150號入口處的紅色鐵製鳥居附近。車站遺址和路軌路堤變成了門球場和農田。

## 相鄰車站
靜岡鐵道
駿遠線
遠州佐倉－櫻池－濱岡町

## 注腳
1. 1 2  今尾惠介監修《日本鐵道旅行地圖帳 7號 東海》新潮社 31頁

## 相關項目
- 日本鐵路車站列表 Sa